# Cosmorhoe dubitatrix
Cosmorhoe dubitatrix là một loài bướm đêm trong họ Geometridae.